# Fustiaria caesura
Fustiaria caesura är en blötdjursart som först beskrevs av Colman 1958.  Fustiaria caesura ingår i släktet Fustiaria och familjen Fustiariidae. Inga underarter finns listade i Catalogue of Life.